# Star Observer
Star Observer es una revista mensual gratuita y un periódico en línea dirigido a las comunidades de lesbianas, gays, bisexuales, transgénero e intersexuales de Australia. Desde el 20 de junio de 2019, Star Observer es propiedad de la empresa de medios Out Publications.

## Historia
El periódico fue publicado inicialmente por Michael Glynn como tabloide desde el 6 de julio de 1979 con el nombre The Sydney Star y es la publicación más grande y antigua de su tipo en Australia. En 1982, el periódico cambió de nombre y se convirtió en The Star (1982-1985), y luego sufrió varios cambios de nombre, incluidos Sydney's Star Observer (1986-1987), Sydney Star Observer (1987-2014; 2019 en adelante) y Star Observer (2014- 2019).
El perfil típico de la audiencia tiene entre 23 y 50 años, con un nivel de ingresos superior a la media. Con una circulación auditada de más de 15 000 ejemplares por mes en 2015, los editores en ese momento afirmaban tener un número de lectores superior a 41 000 lectores impresos y más de 100 000 en línea.
A finales de 2013, Elias Jahshan fue nombrado editor; poco después, la publicación dejó de ser un periódico semanal y pasó a ser una revista mensual. Los editores posteriores incluyeron a Corey Sinclair, Andrew M. Potts y Peter Hackney. Los editores actuales, a enero de 2020, son Douglas Magaletti (edición impresa) y Shibu Thomas (digital). El 20 de junio de 2019 se informó que la empresa de medios Out Publications salvó al Star Observer de la administración voluntaria.
A mediados de 2019, Out Publications inició una publicación hermana en Melbourne, el Melbourne Star Observer. Su contenido es idéntico al título de Sídney excepto que se insertan anuncios locales. Una cabecera homónima, fundada en 1985 por Danny Vadasz de Gay Publications Co-operative Ltd., estuvo en circulación hasta el año 2000.

## Formato y contenido
En formato tabloide impreso, The Star (como se le conoce comúnmente) se publica el tercer jueves de cada mes y se distribuye en numerosos lugares de Sídney y Melbourne. Se pueden encontrar copias en cafés, bibliotecas, cines, teatros, librerías, consultorios médicos y centros comunitarios, así como en establecimientos comunitarios de gays y lesbianas, como pubs, clubes nocturnos, tiendas minoristas gay-friendly, gimnasios y locales para prácticas sexuales.
Tanto la publicación tabloide como la versión en línea contienen cobertura local, nacional e internacional relacionada con noticias, opiniones y estilos de vida de gays y lesbianas. También están cubiertos artículos no específicamente para gays y lesbianas, como arte y cultura, bienes raíces y tecnología. La publicación se centra principalmente en la comunidad, como el deporte, los eventos empresariales de gays y lesbianas y la opinión.
Cada año se producen publicaciones especiales para celebrar el Mardi Gras de gays y lesbianas de Sydney, el Festival Midsumma y el Festival de cine de Mardi Gras.

## Coberturas destacadas
El Star Observer cubrió ampliamente la campaña para despenalizar la homosexualidad en Nueva Gales del Sur, que fue promulgada el 22 de mayo de 1984 por el Parlamento de Nueva Gales del Sur.
Durante la epidemia de SIDA, el Star Observer publicó artículos detallados sobre los prejuicios públicos, los tratamientos médicos y los problemas de reclamaciones de seguros.
El Star Observer también cubrió ampliamente los asesinatos de homosexuales cometidos por pandillas de jóvenes que ocurrieron en Sídney durante varias décadas, incluido el asesinato de Scott Johnson y el asesinato de Richard Johnson por los 'Ocho de Alejandría'. El periodista Martyn Goddard, que había reemplazado a Tim Carrigan como editor de Star Observer en 1989, cubrió la historia tanto en el Star como en el Sydney Morning Herald.

## Apoyo comunitario
Los accionistas de la editorial nunca han recibido dividendos de los beneficios generados por el Star Observer. En cambio, Star Observer ha realizado donaciones para apoyar a la comunidad a través de entidades como AIDS Trust, Victorian AIDS Council, Bobby Goldsmith Foundation y Twenty10, entre otras.